# Chiesa di Santo Stefano (Soleto)
La chiesetta di Santo Stefano è una costruzione in stile romanico di Soleto in provincia di Lecce.

## Descrizione

### Datazione
Secondo lo studioso Charles Diehl, la chiesa (m 6,61x3,90) fu edificata nel 1347. Altri studiosi tendono a spostare la data di fondazione agli ultimissimi anni del XIV secolo.
I cicli pittorici risalgono alla fine del XIV secolo, con vari interventi effettuati nel corso del Quattrocento. Gli affreschi propongono uno stile giottesco con una sovrapposizione di quello delle maestranze presenti nello stesso periodo a Galatina per decorare la basilica di Santa Caterina d'Alessandria.

### Facciata
La facciata presenta un portale romanico, sormontato da un rosone di pura tradizione pugliese, e un piccolo campanile a vela con elementi gotici. È con molta probabilità un rifacimento tardo-medievale simile a quella di Santa Caterina in Galatina.
Il prospetto, minuto e composto, risulta sofisticato, unico e ricercato per il Salento medievale, soprattutto per il campanile a vela, monocuspidato ed a bifora, in asse col portale che spezza la cuspide degli spioventi laterali. Questa soluzione architettonica, che dona slancio verticale e rinnova la moda gotica del secolo, è presente in alcuni centri nel Nord pugliese ed in diverse regioni italiane che seguono per il romanico e gotico i canoni veneti-toscani-dalmati. Gli architetti di Santo Stefano sono riusciti, nella modesta pagina muraria esterna a coniugare gli elementi gotici dell'innovazione e del cambiamento con quelli del romanico arcaico e tradizionale.
Il portale a protiro quasi completamente corroso, presenta delle cornici ed un architrave traforati con motivi floreali-geometrici il cui ornamento è andato anch'esso completamente perso, e una lunetta destinata a contenere, molto probabilmente, l'affresco del Santo titolare. Certamente la sua tipologia, per analogia e comparazione, motivi decorativi ed artistici, era molto vicina ai portali di San Nicolò e Cataldo a Lecce, di Santa Caterina a Galatina, di Santa Maria di Cerrate tra Squinzano e Casalabate, di Santa Maria dell'Alto nell'agro di Campi Salentina ed all'architrave di Santa Maria d'Aurio nelle campagne di Surbo.
Il rosone è un piccolo oculus a forma di ruota con otto raggi, fonte di luce reale e metaforica con il cerchio divino e solare e con l'otto esoterico della rinascita e perfezione.
Gli archetti ciechi che scorrono sulla facciata, quattro per lato sotto ciascun spiovente, sono quasi tutti diversi tra di loro (ogivali, trilobati, a tutto sesto) ed evocano il mondo occidentale, bizantino, romanico e gotico. L'arco, affiancato da altri due archetti pensili, che si pone sulla monocuspide interrotta, è trilobato nel rispetto delle linee architettoniche e della simbologia cristiana.

### Interno
L'interno consiste in una semplice aula absidata coperta da capriate lignee. Le pareti sono interamente interessate da un complesso ciclo pittorico databile tra il XIV e il XV secolo.

#### Abside
I più antichi affreschi della chiesa sono quelli relativi all'abside; qui è raffigurata l'icona della Sapienza (Santa Sofia) e i quattro evangelisti. Sulla parte superiore dell'abside è rappresentata la discesa dello Spirito Santo sugli apostoli intorno alla Vergine Maria in preghiera davanti alle mura di Gerusalemme. I cartigli che i Santi hanno in mano sia nella parte inferiore che nella parte superiore dell'affresco sono tutti in lingua greca.

#### Pareti laterali
Sulle pareti laterali sono raccontate, in stile medioevale e con abiti quattrocenteschi, le vicende di Santo Stefano (sulla parete sud) e della vita di Cristo (su quella nord) divise in ventidue riquadri e tre registri longitudinali. Sulla parte inferiore è raffigurato un seguito di santi e sante rappresentati in piedi e a grandezza naturale.

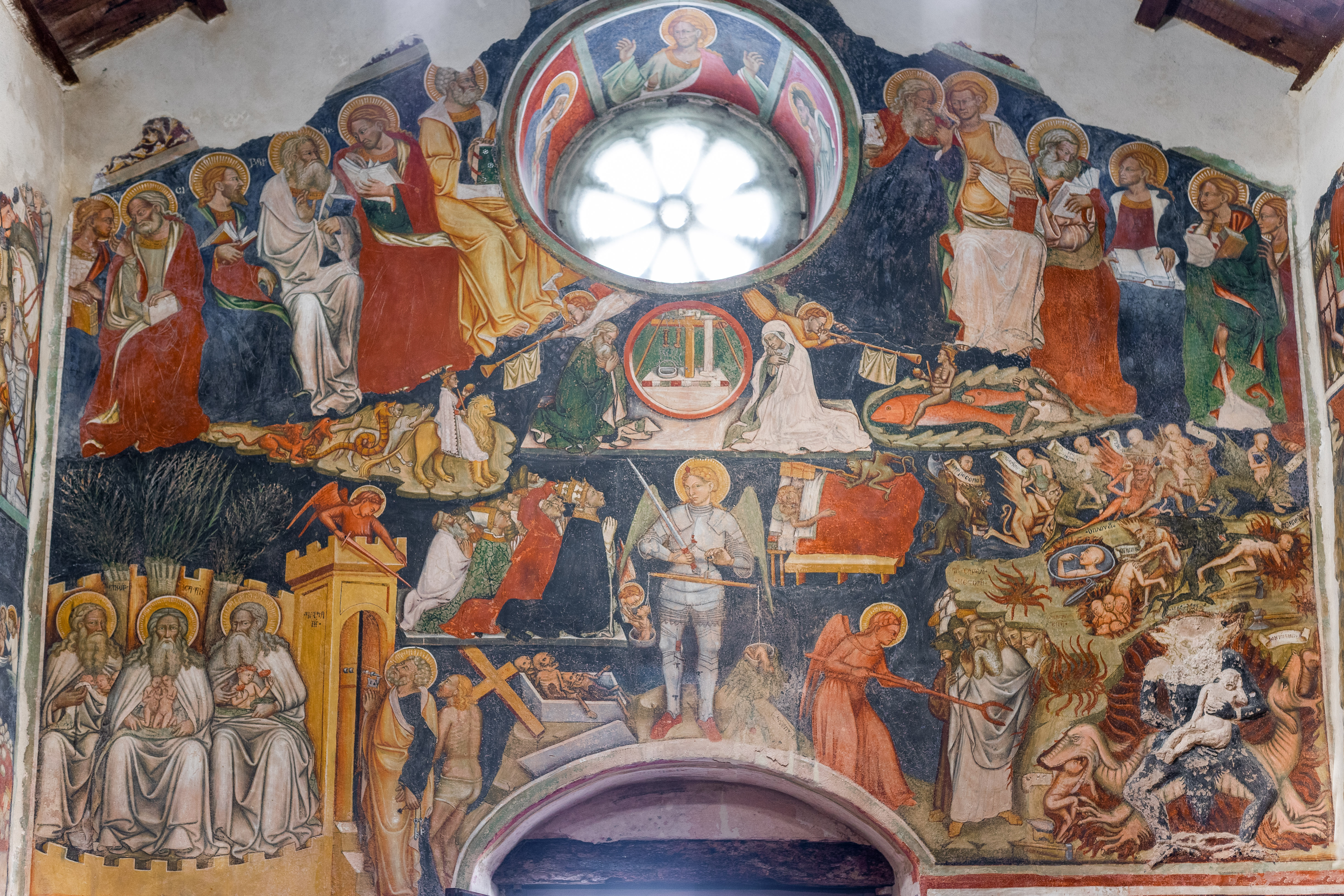
Giudizio universale

#### Controfacciata
Sulla facciata interna del prospetto è rappresentato il Giudizio universale con la particolarità del demonio in stucco nero a sbalzo ma nello schema iconografico tradizionale dell'arte bizantina. Al centro, in alto nel rosone, Gesù Cristo con ai piedi la Vergine e san Giovanni Battista. Ai due lati i dodici apostoli con in mano i Vangeli. Due angeli, a destra e sinistra suonano la tromba, mentre l'arcangelo Michele è rappresentato come un cavaliere medioevale armato. A sinistra dell'arcangelo sono raffigurati i dannati, mentre a destra il Paradiso con san Pietro che regge le chiavi e tiene per mano il buon ladrone.

### Conclusione
Questa piccola chiesa è oggi l'unica superstite di un passato religioso e culturale di tradizione bizantina dove gli affreschi rappresentano l'intera conoscenza dei misteri della fede cristiana tradotti in un linguaggio figurativo-pittorico che tutti possono capire: La Trinità, Passione, Morte e Resurrezione di Cristo, Giudizio Universale, Paradiso/Inferno, Bene/Male, Angeli/Diavoli, Maria tra Gesù e gli uomini.

### Restauri
Sono stati recentemente ultimati i restauri sia dei cicli pittorici interni sia della facciata. Un'ulteriore protezione contro i vandali è la chiusura della porta d'accesso. Si può visitare su prenotazione.

## Il rito greco a Soleto
Soleto fu durante tutto il Basso Medioevo e fino alla fine del XVI secolo un centro culturale religioso italo-greco. Infatti era sede di un vescovo greco e di un Protopapas, ultimo dei quali Antonio Arcudi padre di Francesco Arcudi fu incaricato di comporre il Neon Anthologion nel 1598, una specie di breviario bizantino ad uso del clero greco in Terra d'Otranto. Soleto fu anche centro di trascrizione di manoscritti, molti dei quali si trovano nelle più grandi biblioteche europee. Durante le visite del vescovo otrantino nel XVII secolo si precisa che nelle chiese di Soleto vi sono numerosi manoscritti e nella chiesa di Santo Stefano (detta anche di Santa Sofia) addirittura venti viginta libros graecos.
Le consuetudini greche e bizantine influenzarono i riti liturgici, nuziali e funerari.
Gli sposi, si legge in un trattato bizantino sulla liturgia e teologia del matrimonio in scrittura greco-salentina, partecipavano al calice comune che conteneva vino dolcificato col miele, il cui termine torna nel viaggio di nozze, noto come "luna di miele". A Gallipoli e Nardò venivano realizzate delle particolari coppe nuziali in terracotta, le còtume, dal greco kòtiumon, donate dallo sposo alla consorte il giorno dello sposalizio.
Dall'antica ritualità greca, derivano anche le prefiche, le figure femminili più antiche della storia della Grecìa Salentina e di Soleto. Conosciute anche come “repute” o “chiangimuerti”, queste lamentatrici di mestiere, rifacendosi alla tradizione classica, eseguivano durante i riti funerari degli struggenti canti della morte con teatrale e lamentosa mimica; vestite con abiti scuri e con il volto coperto da un velo nero, si recavano, a pagamento, presso la dimora del defunto per decantare le sue qualità con lodi, pianti, cantilene, canti della morte, grida e gesti disperati.